# 當勞·特朗普入案照
| Donald J. Trump  | X的logo，一个风格化的X字母 |
| @realDonaldTrump | X的logo，一个风格化的X字母 |

DONALDJTRUMP.COM
2023-08-25
美國第45任總統當勞·特朗普的入案照於2023年8月24日在佐治亞州亞特蘭大的富爾頓縣監獄拍攝。此前特朗普因涉嫌敲詐勒索和其他罪名而被起訴，其自願向當局投案，與他一起被起訴的還有另外18人。他的入案照被分配號碼「2313827」。這是美國總統的第一張也是目前为止惟一一張入案照 。
在這張照片發佈後，它成為網路迷因並出現在全球多家報紙的頭版。在特朗普保釋後90分鐘內，他的2024年美國總統大選競選活動就開始在商品上使用該照片。

## 歷史
當勞·特朗普和其他18名共同被告於2023年8月14日被佐治亞州富爾頓縣大陪審團以敲詐勒索和相關罪名起訴。此起訴緊隨著由地方檢控官范妮·威利斯（Fani Willis）於2021年2月開始的調查。大陪審團發出了所有19名被告的逮捕令後，威利斯向共同被告提供自願於2023年8月25日美國東部時間中午12點前自行投案的選擇。
根據報導指，2023年8月24日晚間7點30分左右，特朗普自願前往亞特蘭大的富爾頓縣監獄投案自首。他被指控敲詐勒索等罪名，其在監獄被採集指紋、拍照，並被分配了「P01135809」的犯人編號，隨後被保釋。據監獄記錄顯示，特朗普身高6英尺3英寸（1.91米），體重215磅（98），有藍色眼睛和「金色或草莓色」頭髮。這個體重比2018年醫學檢查時的體重輕了24磅。這些信息是由特朗普的助手事先填寫的，而不是由監獄官員填寫的。當地時間21:38，特朗普在Twitter上發佈一張他的入案照。該帖子還包含一個鏈接，該鏈接指向一個WinRed頁面，以募集他2024年總統競選活動的捐款。附帶的文字寫道：「警局照片—2023年8月24日」，「選舉干預」和「永不投降！」，帖子大約是他投案後3個小時左右發佈的。這是自2021年1月6日美國國會大廈襲擊事件以來，特朗普在該平台上的首次活動。雖然他的帳戶在Twitter被商業大亨埃隆·馬斯克收購後於2022年11月解除了禁令，但特朗普在接下來的九個月中沒有在該帳戶上發布任何內容。
2023年4月特朗普在紐約市被提審之前，他的兒媳拉拉·特朗普表示，特朗普的任何入案照都將「成為美國歷史上存在過的面部照片中最著名的」。此外，特朗普的一位發言人表示，這樣的照片將是「有史以來最男性化、最有男子氣概、最英俊的面部照片」。特朗普在提審期間沒有拍攝任何入案照，特朗普的競選網站開始銷售帶有假入案照的T恤。特朗普的競選團隊在他從監獄釋放90分鐘後開始銷售帶有富爾頓縣監獄入案照的T恤、馬克杯和其他商品。

## 反應
2023年8月27日，藝術評論家傑里·薩爾茨（Jerry Saltz）宣佈這張警局入案照是「世界上最著名的照片」。《CNN》稱這張照片為「標誌性和臭名昭著」。《美聯社》稱其為「在當勞·特朗普去世很久之後，這個不朽的形象將記載在史冊中」。《衛報》記者克里斯·麥格雷爾（Chris McGreal）稱其為十年來最具代表性的警局入案照，並定義了現代美國政治。他指出：「當特朗普將目光轉向上方的攝像機時，他的敵意就暴露無遺，他的嘴繃緊、下垂（……）他穿著藍色西裝、白襯衫和紅色領帶，他沒有像一些共同被告在警局照片中那樣嘗試露出微笑。這張照片不會讓人讚美，但它確實傳達了許多特朗普支持者想要聽到的信息——好戰。」《每日電訊報》表示：「第45任總統被描繪成一個敵對的姿勢，眉毛皺起，嘴唇撅起，臉上露出威脅性的怒容。他的頭部和肩膀頂部可見，這可能會成為一張世界著名的圖像。」《紐約時報》專欄作家莫林·多德（Maureen Dowd）指出，「當勞·特朗普的照片應該是一個‘惡毒的模仿’，反映了這個騙子所做的事情。它應該展示特朗普腐蝕的靈魂而不是他好鬥的臉孔。它應該揭示一個如此愛慕虛榮、卑鄙無恥、願意粉碎我們國家靈魂——我們的民主——並摧毀我們對制度的信心的人。所有這些只是為了避免被稱為失敗者。」多德在她關於特朗普警局入案照的文章中引用了1961年電影《窈窕淑女》中奧黛麗·赫本扮演角色與法律發生沖突後所說的話：「有些閃光燈會毀掉女孩子的容貌。」
《美聯社》形容他的面部表情為「強烈的怒視」，並補充說：「他的抗拒感很明顯，就像他正在透過鏡頭盯著一個宿敵。」《時代雜誌》評論說：「他白金色棉花糖般的淡金色頭髮在刺眼的監獄照明下閃爍。他的眼睛鎖定在一個堅定的凝視中。他的嘴唇扁平，面部表情緊繃。與一些共同被告不同，他似乎在皺眉頭。」《BBC新聞》稱這張照片的構圖是「攝影師的噩夢」。評論家凡妮莎·弗里德曼（Vanessa Friedman）在《紐約時報》上寫道，這張圖片是「史無前例的歷史性入案照」，並指出「他的臉被一道令人眼花繚亂的白色閃光從上方照亮，像聚光燈一樣打在他的灰金色頭髮上。（……）他從眉毛下面怒視著面無笑容，眼睛呈現出奇怪的血絲，眉頭緊鎖，下巴收起，好像他正要用頭撞鏡頭。這張照片很鮮明，沒有特朗普先生最喜歡的拍照取景框。海湖莊園或特朗普大廈，或在他的任期內，這些都傳達著權力和成功的鍍金光芒。」弗里德曼引用歷史學家肖恩·威倫茨（Sean Wilentz）的話，將這張入案照描述為「戲劇性般前所未有」。《CNN》稱這張照片在其感知上的簡潔性中非常突出，「是曾任統帥的所有人中最具代表性的形象之一」。《獨立報》觀察到，「第45任美國總統直視相機，眉毛皺起，大而茂密的眉毛低垂，面對自己的命運」，並補充說：「不可否認特朗普的入案照在歷史和文化上都具有重要意義——並很快將無處不在地出現。」
評論家們將特朗普的表情比作「庫布里克凝視」，這是美國電影製片人斯坦利·庫布里克的幾個著名角色標誌性表情。在網絡迷因和評論中，這張入案照也被說成是模仿了《捉鬼敢死隊2》中角色「殘酷的維戈」的「威脅性的凝視」和電影《非常索凸務》中主角的「藍鋼」造型。
當一位記者問及美國總統祖·拜登對這張照片的看法時，拜登回答說，特朗普是一個「英俊的人，很棒的人。」

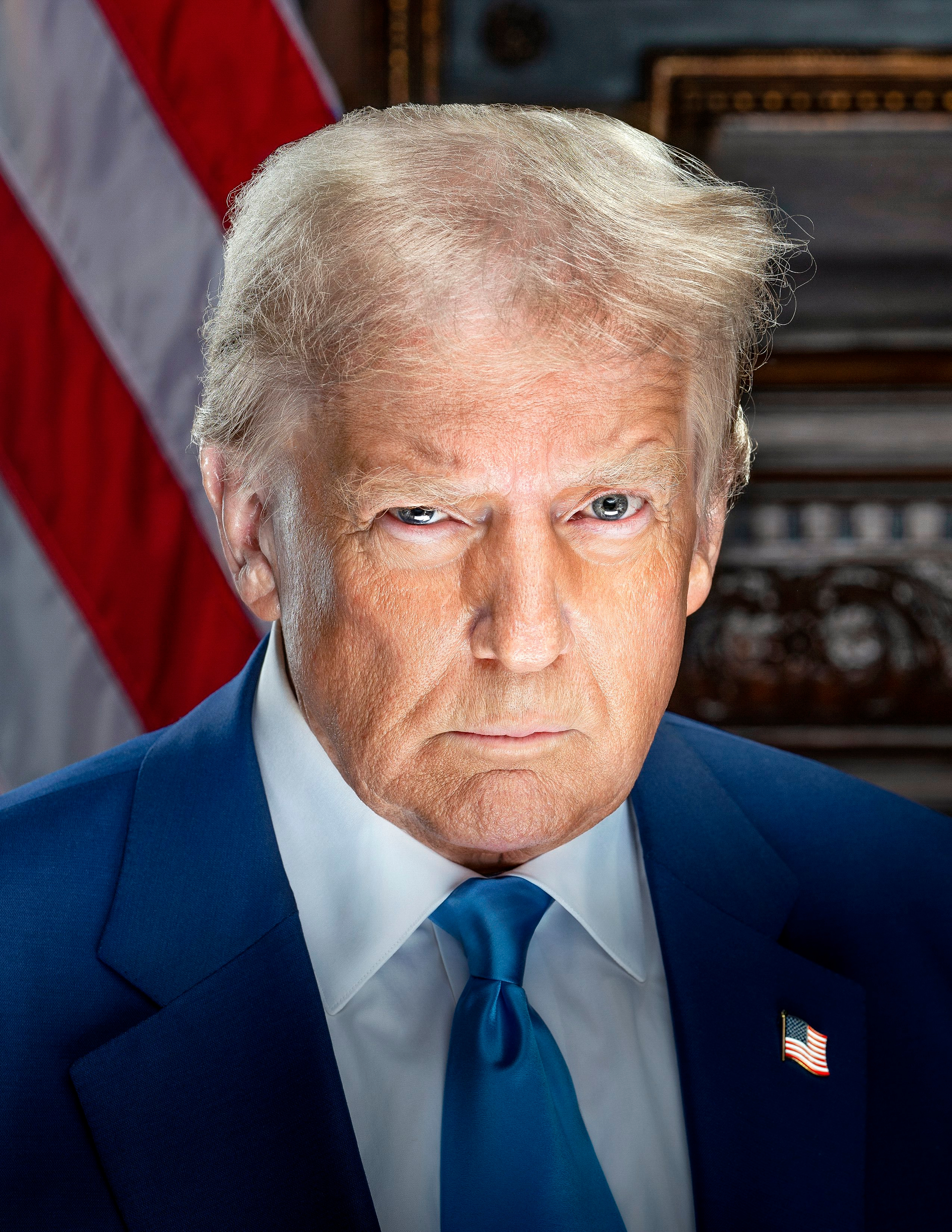
第二屆川普官方肖像

2025年川普第二次上任總統時的官方肖像，被認為是刻意模仿這張入案照。

## 報紙頭版
許多報紙在頭版刊登了這張大頭照，包括《紐約每日新聞》、《今日美國》、《紐約時報》、《華盛頓郵報》 、《華爾街日報》 、《波士頓環球報》 、《澤西日報》、《檀香山星廣報》、《安克雷奇每日新聞》、阿拉巴馬州《多森鷹》 、《亞利桑那每日太陽報》、洛杉磯《意見》 、《亞特蘭大憲法報》、《芝加哥太陽報》、《坦帕灣時報》、《俄勒岡人報》、佛羅里達州的《村莊太陽日報》 、《達拉斯晨報》、《卡爾加里太陽報》、《蒙特利爾日報》、墨西哥城的《環球報》、墨西哥的《千禧報》和巴基斯坦的《黎明報》。
其他在頭版刊登這張照片的國際報紙包括《多倫多星報》、意大利的《共和國報》和巴西的《環球報》。《BBC》報導稱，英國三家報紙報導了這張面部照片：《衛報》、《每日鏡報》和《太陽報》。